# Union sportive Valenciennes Olympic
Union sportive Valenciennes Olympic (USVO) je bývalý francouzský basketbalový klub hrající nejprve v Orchies, poté ve Valenciennes. Ženský tým patřil na přelomu 20. a 21. století k evropské špičce, 2× vyhrál Euroligu. Klub formálně zanikl v roce 2008, kdy se sloučil s jiným regionálním klubem Union Saint-Amand Porte du Hainaut do nově vzniklého spolku Union Hainaut Basket.

## Historie

### Počátky
Vznik klubu se datuje do roku 1923, kdy došlo k založení spolku Basketball Club Orchésien. Zakladatelem byl M. Derry, učitel tělocviku, který se basketbal naučil od amerických vojáků pobývajících ve Francii během první světové války.
Již v roce 1931 klub změnil jméno na Stade Orchésien. V roce 1947 došlo k založení basketbalového klubu Union Nomainoise
v blízkém městečku Nomain. Klub z Orchies měl velké ambice, a v roce 1961 proto došlo ke sloučení obou klubů, nový spolek nesl jméno Union sportive Orchies-Nomain. Až do roku 1974 měl dominantní roli v klubu mužský tým, který v roce 1975 postoupil do 3. ligy a v roce 1980 dokonce do 2. ligy.
Ženský tým postoupil v roce 1981 do 3. ligy, hned následující rok již do 2. ligy. Cesta byla završena v roce 1986 postupem do francouzské nejvyšší soutěže. Vzestup týmu se ale nezastavil, tým se v elitní soutěži pohyboval na předních příčkách a nahlížel i do pohárové Evropy. S tím souvisel i vzestup zájmu fanoušků. Orchies začalo být klubu malé. Zatímco ligové zápasy hrál tým nadále v Orchies, zápasy evropských pohárů hrál ve Valenciennes. V roce 1991 došlo k dohodě, kterou stvrdili předseda klubu Robert Leroux a starosta Valenciennes Jean-Louis Borloo, a klub definitivně přesídlil do Valenciennes. Leroux, který cítil lítost z nenávratného přesunu a opuštění Orchies, vzápětí rezignoval a Borloo se stal novým předsedou klubu. Klub zároveň změnil jméno na Union sportive Valenciennes-Orchies.

### Na vrcholu
V sezóně 1993/94 klub vybojoval svůj první francouzský titul. V Poháru mistrů evropských zemí jako nováček dokázal proniknout do Final Four, padl však v semifinále. V druhé polovině 90. let byl klub na francouzské scéně „věčně druhým“, za rivalkami z CJM Bourges Basket. Až s příchodem nového tisíciletí se situace obrátila. Sezónou 2000/01 počínaje vybojoval klub pět po sobě jdoucích francouzských titulů, k tomu přidal dva triumfy a dvě finálové účasti v Eurolize.

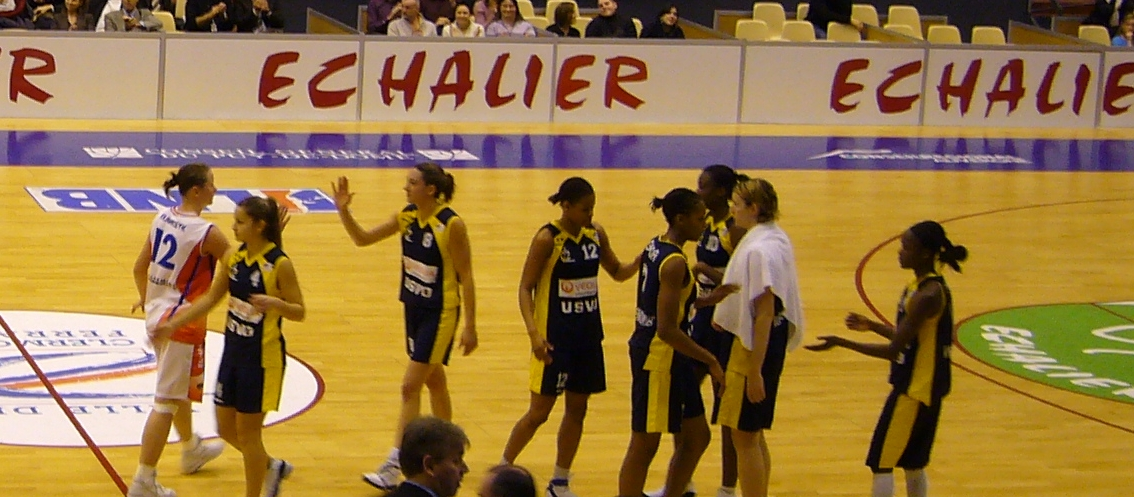
Tým v lednu 2007

V sezóně 2000/01 klub poprvé poszoupil do euroligového finále v italské Messině, kde však po velkém boji pohrál s rivalkami z CJM Bourges Basket 71–73. O rok později se euroligové Final Four konalo v Liévinu, ležícím vzdušnou čarou necelých 70 km od Valenciennes, tým tedy hrál téměř v domácím prostředí. A dokázal toho využít – ve finále USVO porazilo polský tým Lotos Gdyně 78–72 a slavilo svůj první euroligový titul. Ani v následující sezóně tým nechyběl v euroligovém finále, v Bourges však podlehl ruskému klubu UGMK Jekatěrinburg 80–82. V sezóně 2003/04 se klub probojoval do euroligového finále již počtvrté za sebou, podruhé narazil na polský tým Lotos Gdyně a podruhé triumfoval, tentokrát jednoznačně 93–69 (finále se hrálo v maďarské Pécsi).
Během tohoto období radnice Valenciennes postupně ustoupila do pozadí, kontrola nad klubem přešla do rukou soukromých subjektů. V roce 1999 došlo ke změně jména na Union sportive Valenciennes Olympic, v roce 2002 pak k vytvoření plně profesionální klubové struktury.
V sezóně 2005/06 skončila nadvláda klubu ve Francii, v ligovém finále se tým musel sklonit před rivalkami z Bourges. O rok později si však titul naposledy vzal zpět.
Ve své poslední sezóně, 2007/08, klub skončil ve francouzské lize druhý, v Eurolize vypadl v osmifinále.

### Konec
V roce 2008 se klub sloučil s dalším regionálním klubem Union Saint-Amand Porte du Hainaut do nově vzniklého spolku Union Hainaut Basket. Tím došlo formálně k zániku původního klubu. Nový klub převzal po svém předchůdci práva na místo ve francouzské lize i Eurolize. První sezónu nový klub strávil ještě ve Valenciennes. Poté však kvůli finančním potížím nuceně sestoupil do 1. ligy a přesunul se do Saint-Amand-les-Eaux.

## Úspěchy
- 2× vítězství v Eurolize (2001/02, 2003/04)
  - 2× finále Euroligy (2000/01, 2002/03)
- 7× mistr Francie (1993/94, 2000/01, 2001/02, 2002/03, 2003/04, 2004/05, 2006/07)
- 5× vítěz Francouzského poháru (2001, 2002, 2003, 2004, 2007)

## Trenéři
- ? – 1999 :  Marc Silvert
- 1999–2007 :  Laurent Buffard (opakovaně zvolený nejlepším trenérem francouzské ligy)
- 2007–2009 :  Hervé Coudray

## Známé hráčky
| - Nicole Antibe - Isabelle Fijalkowski - Edwige Lawson - Sandra Le Dréan - Élodie Godin - Sandrine Gruda - Sylvie Gruszczynski - Emmanuelle Hermouet - Audrey Sauret - Laure Savasta | - Małgorzata Dydek - Jurgita Štreimikytė-Virbickienė - Teresa Edwards - Ana Belén Álvaro Bascuñana - Kristi Harrower - Vedrana Grgin-Fonseca - Slobodanka Tuvić - Ann Wauters - Allison Feaster - Nyedzi Kpokpoya |